# Odessa (tỉnh)
Tỉnh Odessa (tiếng Ukraina: Одеська область, chuyển tự: Odes'ka oblast') là một tỉnh (oblast) cực nam và là tỉnh lớn nhất ở tây nam của Ukraina, giáp biên giới với các vùng tự trị Transnistria, Gagauzia, các khu Ştefan Vodă, Căuşeni, Basarabeasca, Taraclia, Cahul của Moldova, vùng Sud-Est của România và biển Đen. Tỉnh lỵ đóng ở Odessa. Tỉnh có diện tích 33.310 km2 là tỉnh có diện tích lớn nhất quốc gia này, dân số năm 2008 là 2.687.543 người đông thứ 6 trong các tỉnh của Ukraina.